# 高山陣屋

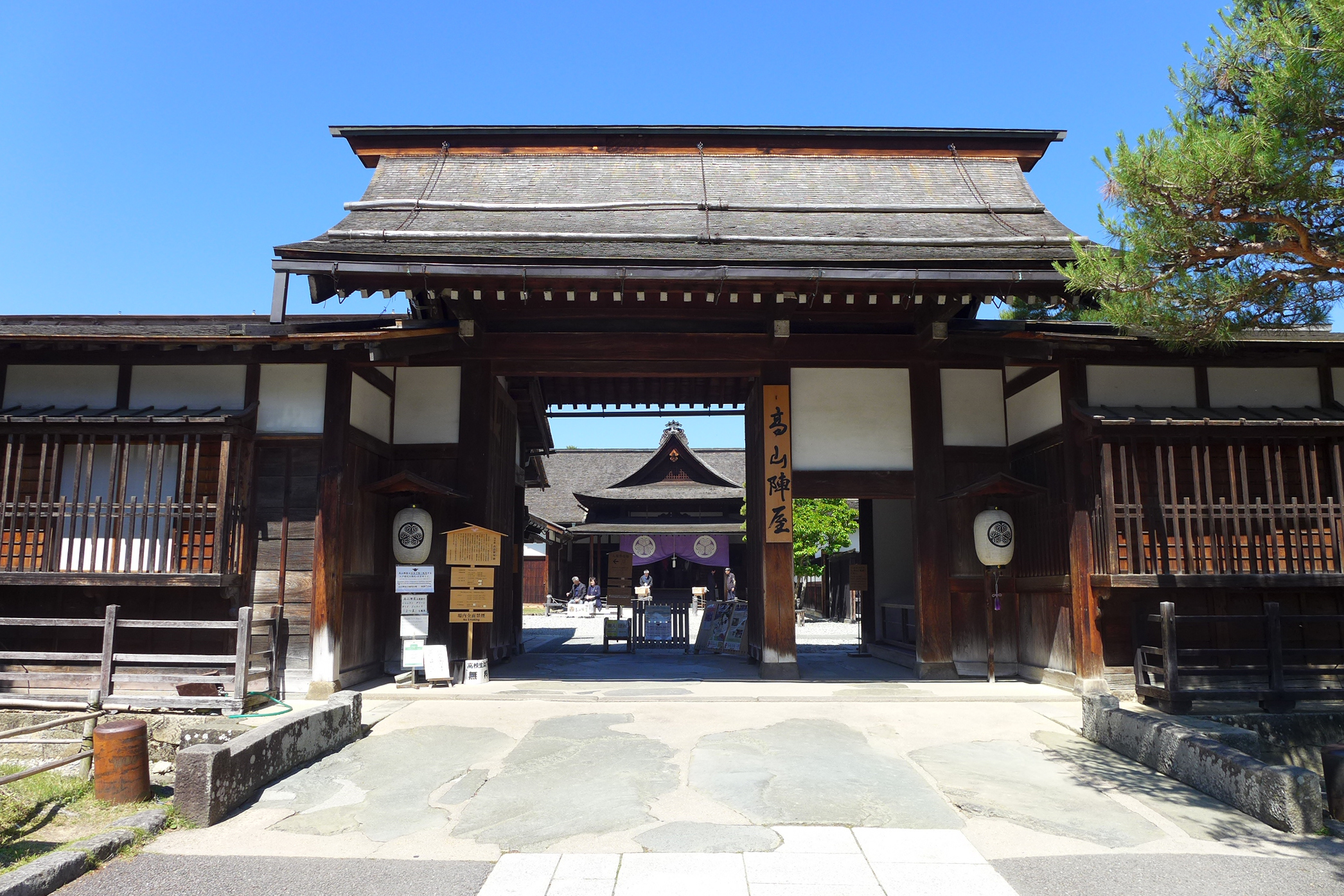
高山陣屋表門

高山陣屋（たかやまじんや）は、江戸幕府が飛騨国を直轄領として管理するために設置した代官所・飛騨郡代役所（陣屋）。現在の岐阜県高山市八軒町に置かれた。

## 概要

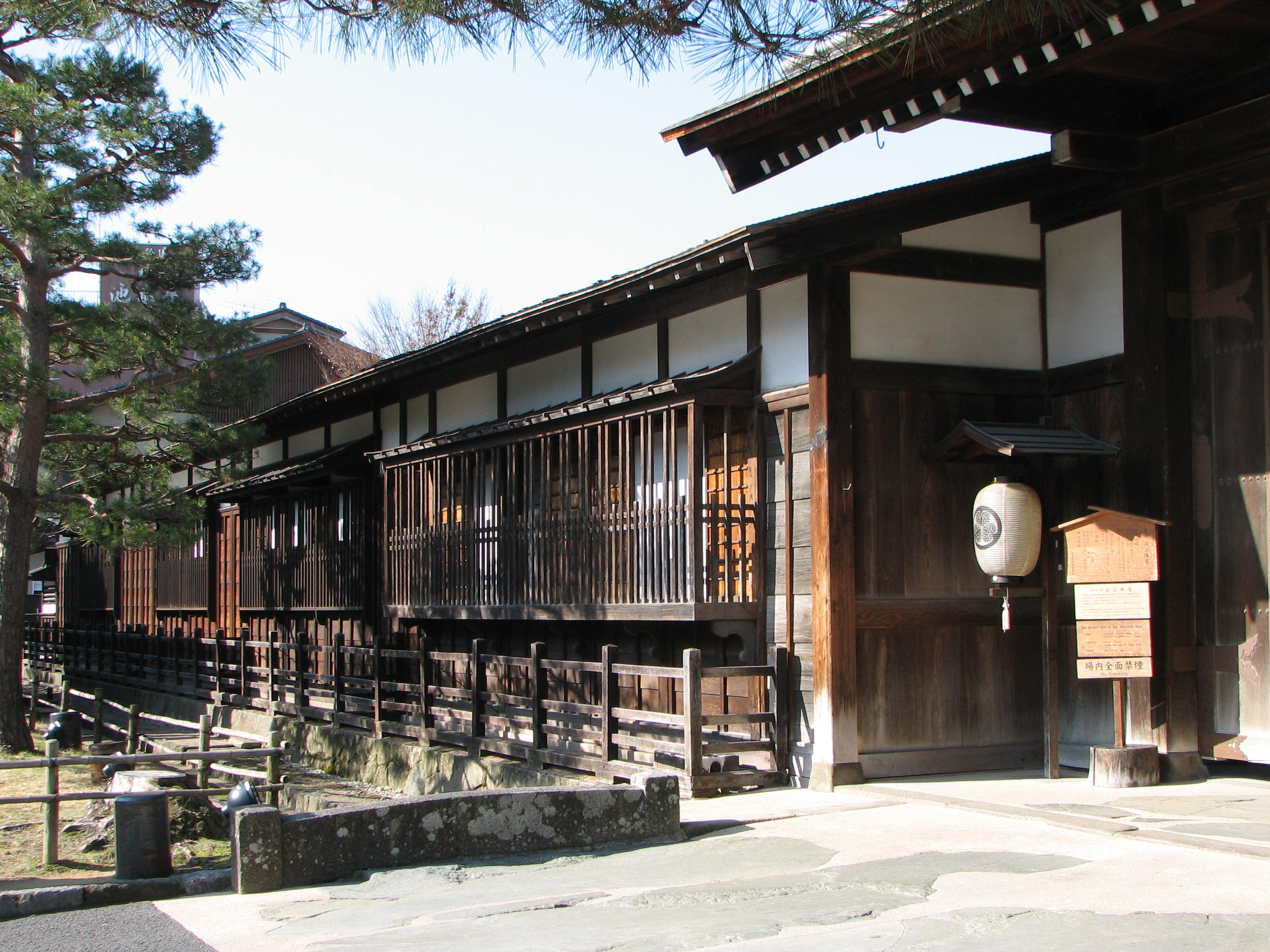
高山陣屋表門と蔵番長屋

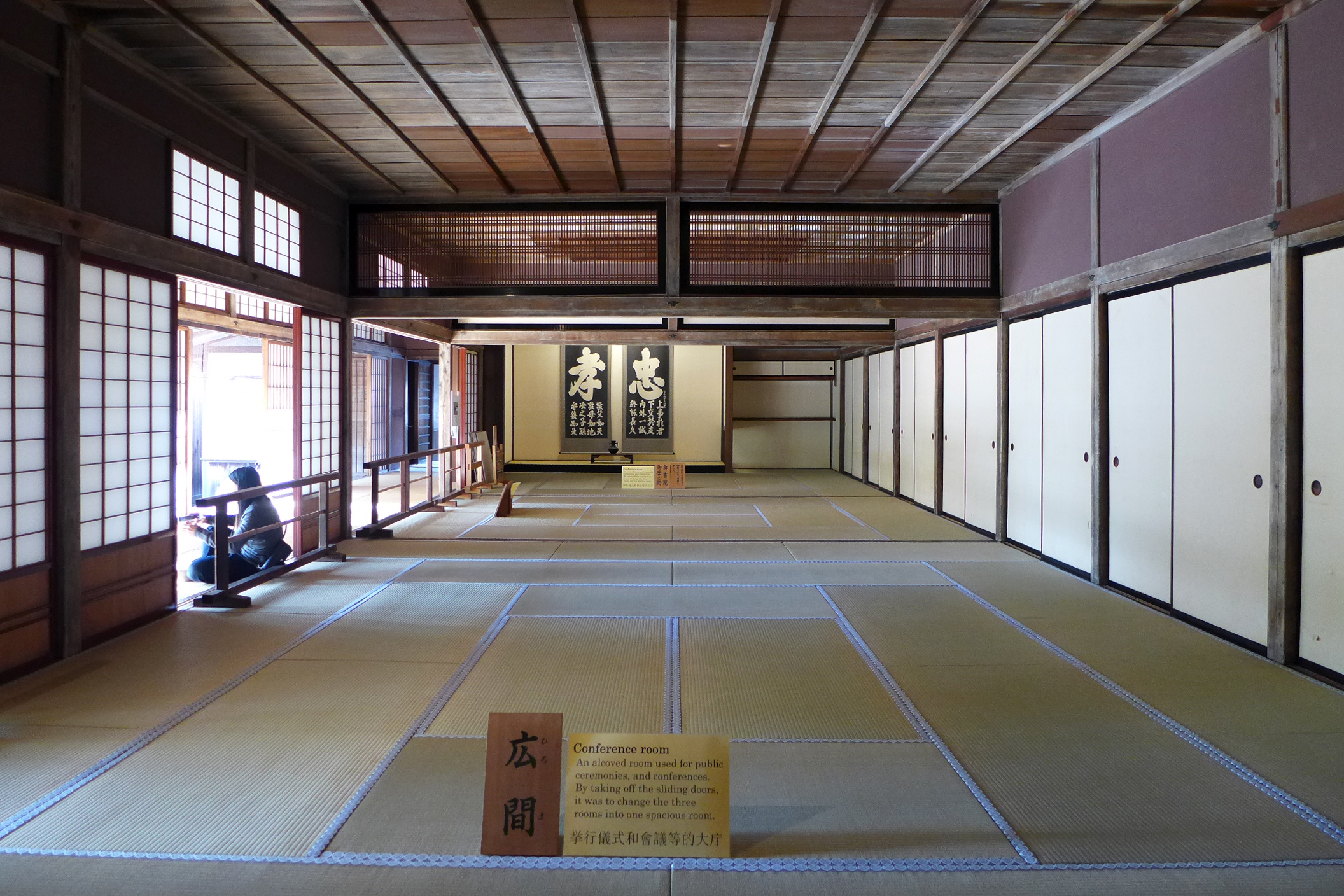
建物内会議室（2017年6月）

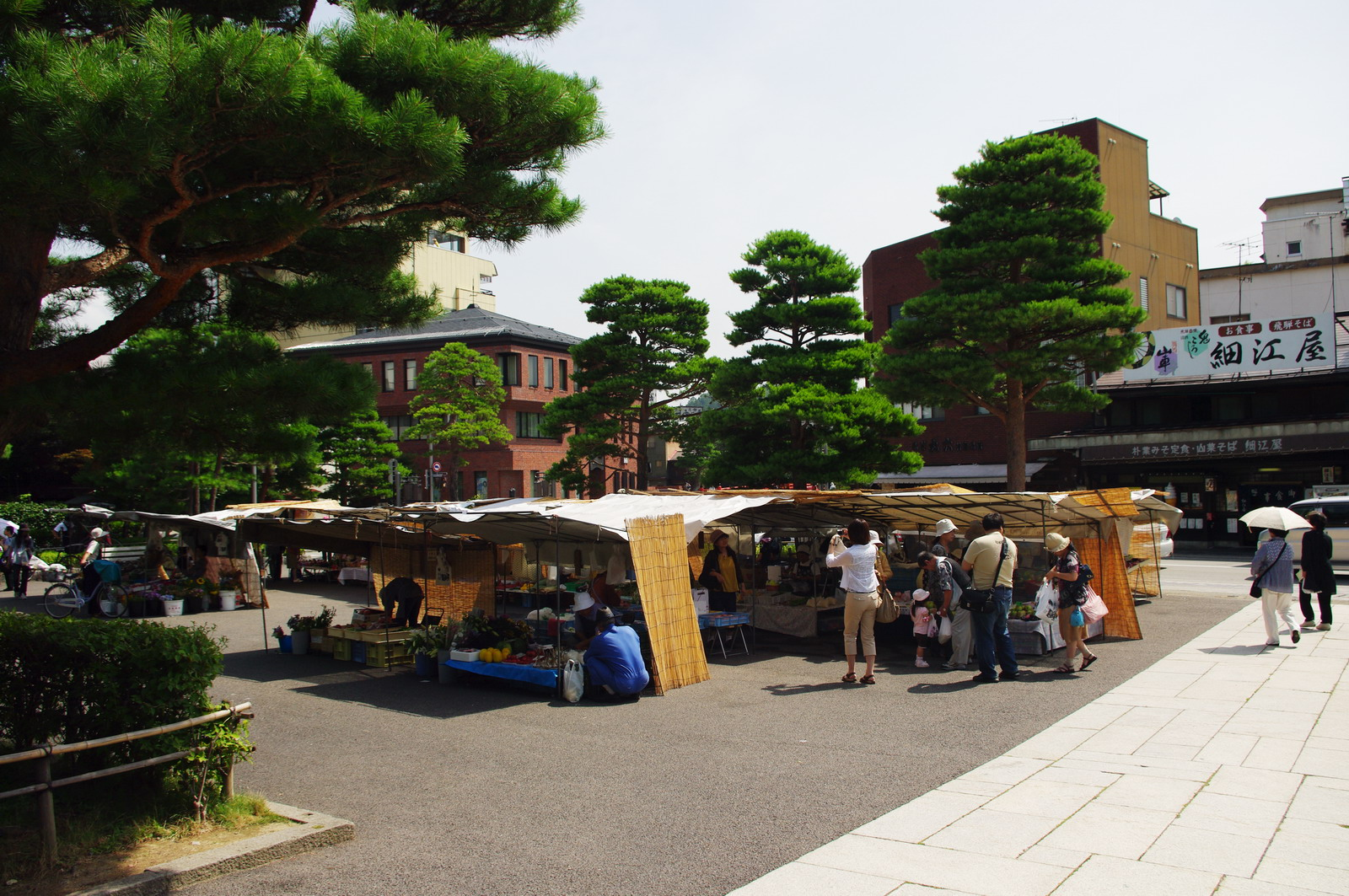
陣屋朝市

現存建物
表門・門番所、一～四番蔵・九～十二番蔵、書物蔵。郡代役所は玄関・吟味所・御役所・大広間などの部分に1816年（文化13年）に改築。
敷地内の土蔵は、元々慶長年間（1600年前後）に高山城内に建設され、1695年（元禄8年）に現在地に移築されたものである。建物の屋根は熨斗葺（のしぶき）、柿葺（こけらぶき）、石置長榑葺（いしおきながくれぶき）など、いずれも板で葺かれている。これは飛騨が雪国であるとともに木材の生産地であり、当時の瓦では雪で容易に損耗してしまうのに対して、木材は入手が容易であったためとされている。
敷地と建物内は有料で一般公開され、内部には江戸時代の歴史資料などが展示されている。表門の手前では毎日朝市が催されており、高山市内においては宮川朝市と並び陣屋朝市として親しまれている。

## 歴史
元来は飛騨高山藩主であった金森氏の所有する下屋敷だったが、1692年（元禄5年）に幕府が飛騨を直轄領として以降、伊奈忠篤らによって整備され、代官所として用いられるようになった。1777年（安永6年）以降は郡代役所となった。
明治維新後は筑摩県の高山出張所（のち岐阜県高山支庁）庁舎として用いられた。1929年（昭和4年）には国の史跡に指定されたものの、様々な公共機関の事務所として利用され続けた。戦後も県事務所として利用されていたが、1969年（昭和44年）に県事務所が移転した後、現存する唯一の陣屋であることから文化財として保存する方針が示された。1996年（平成8年）3月に、1830年（天保元年）の絵図を基に約20億円を掛けて蔵番長屋、郡代役宅、奥座敷などが、ほぼ江戸時代の状態にまで復元された。

## 出張陣屋
高山陣屋の支所としては、美濃国(郡上郡・加茂郡・恵那郡)の幕府領を所管した下川辺出張陣屋(岐阜県加茂郡川辺町)と、越前国ならびに加賀国の幕府領を所管した本保出張陣屋(福井県越前市)があった。

## ギャラリー

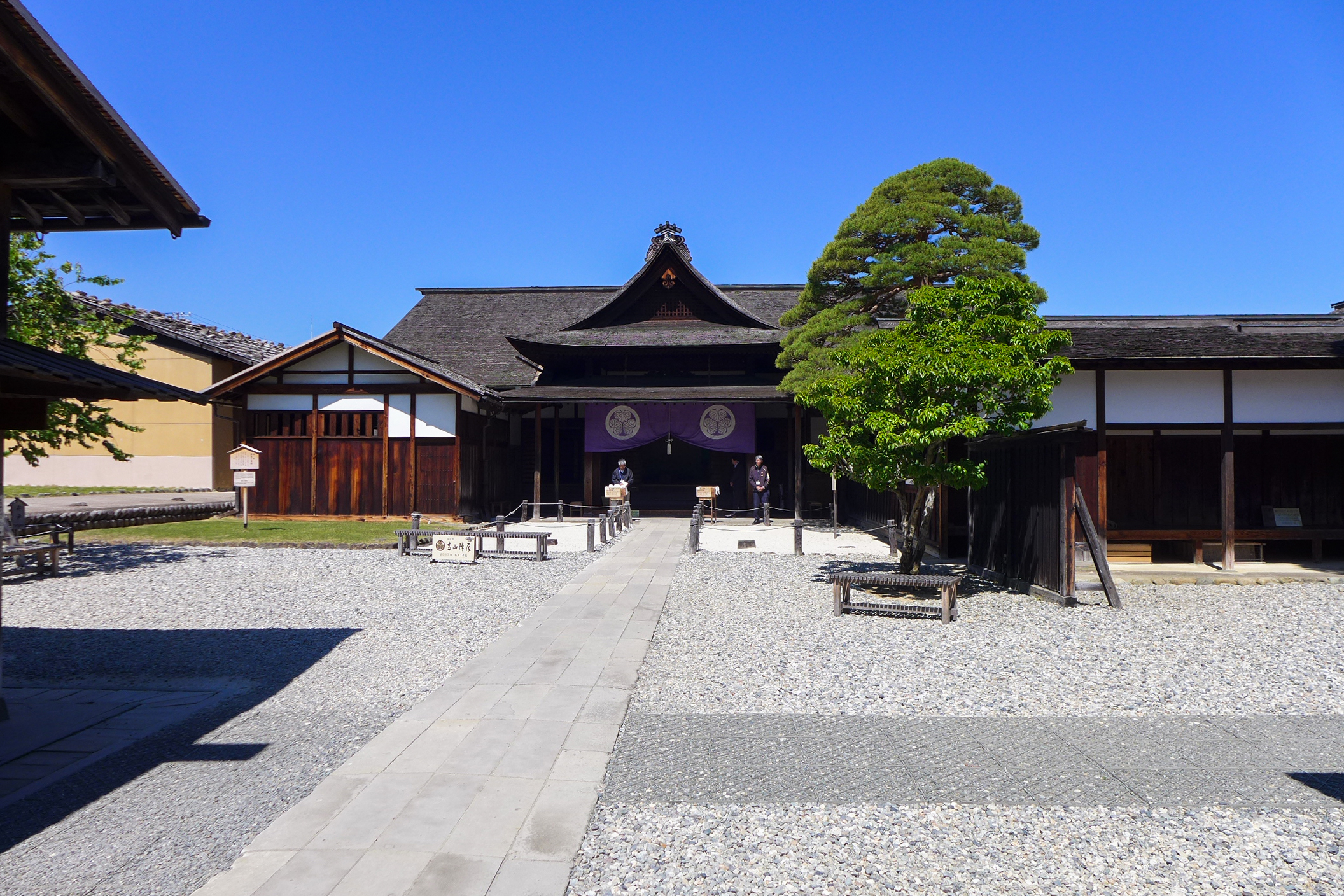
入り口（2017年6月）
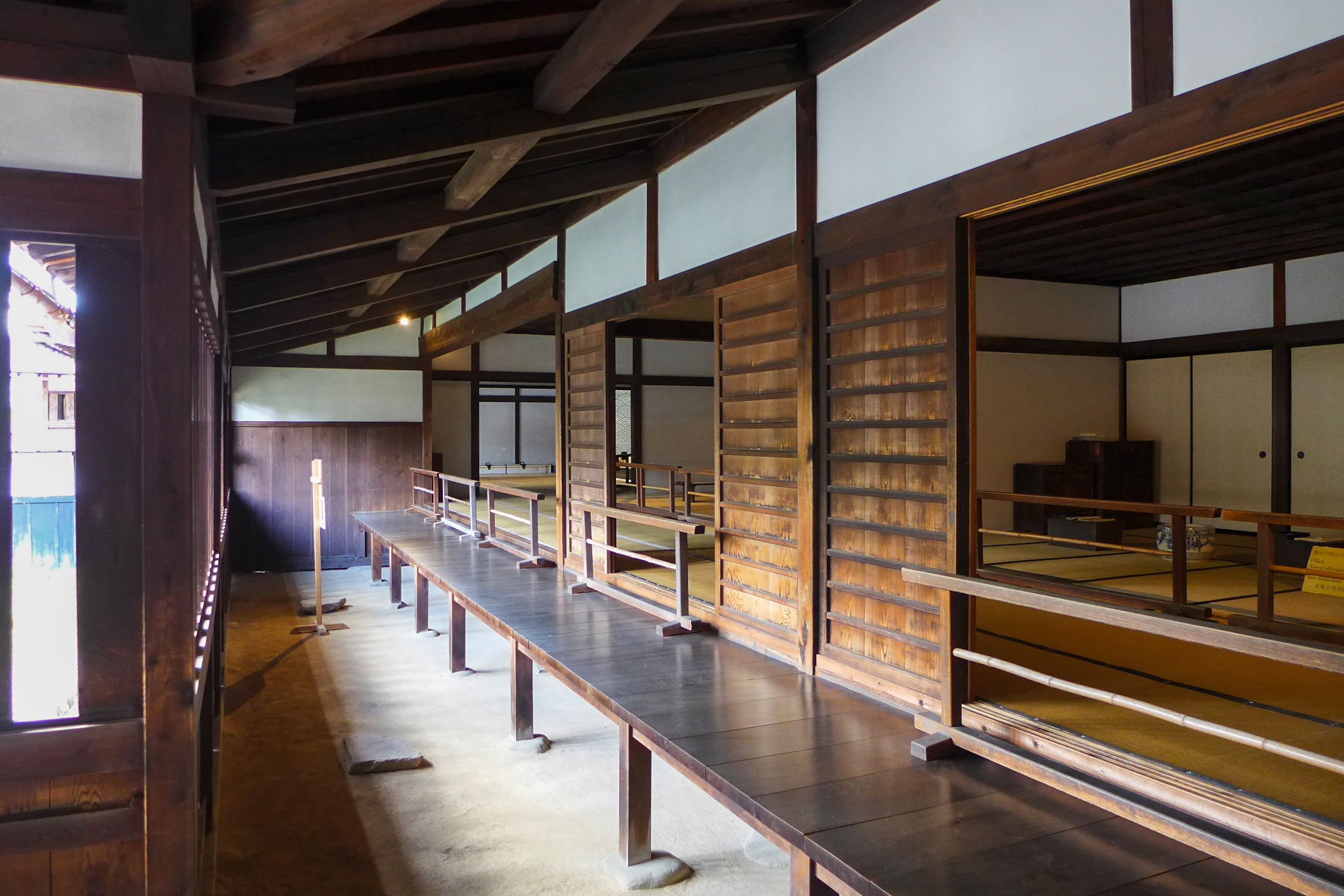
建物内の様子（2017年6月）
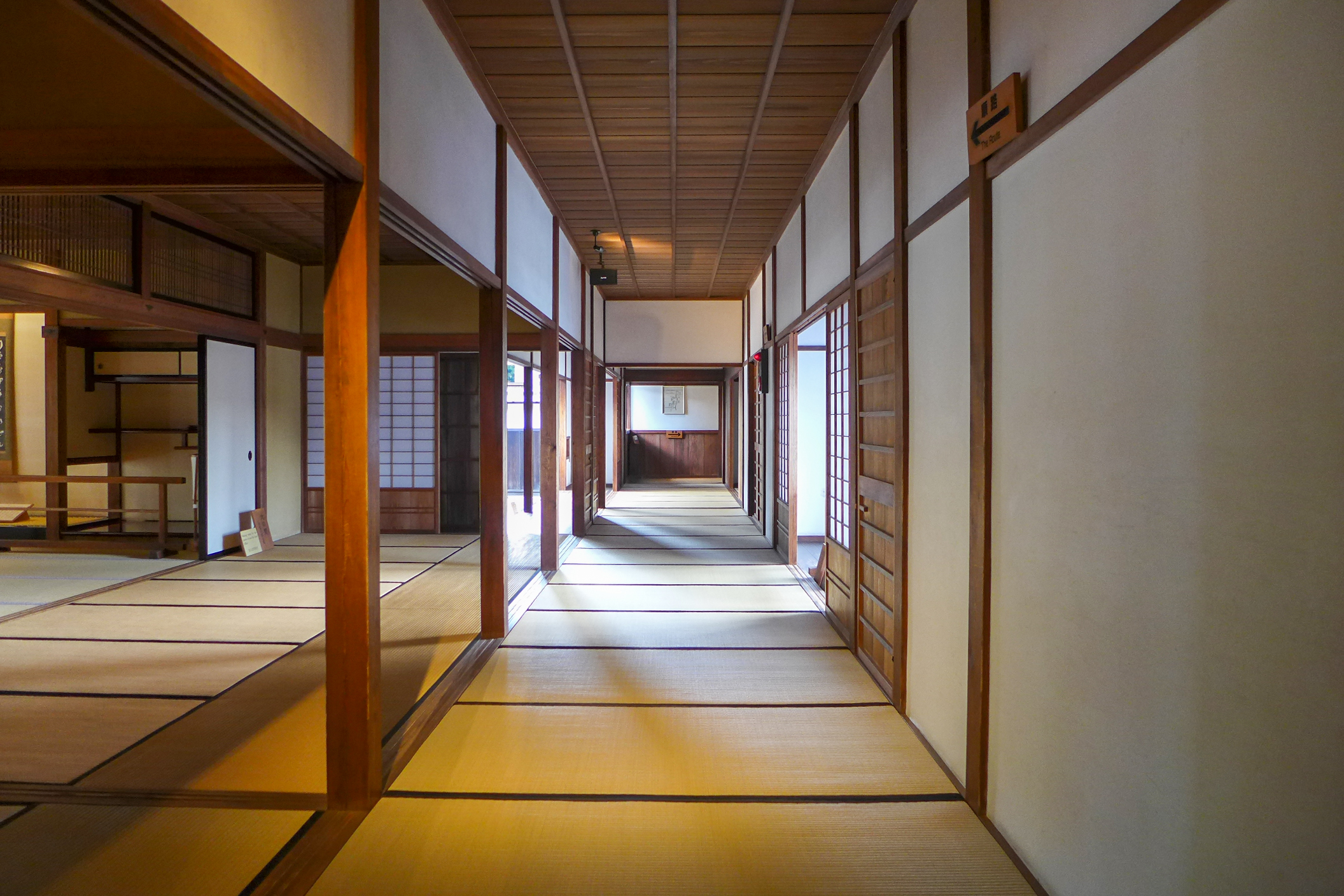
建物内の様子（2017年6月）
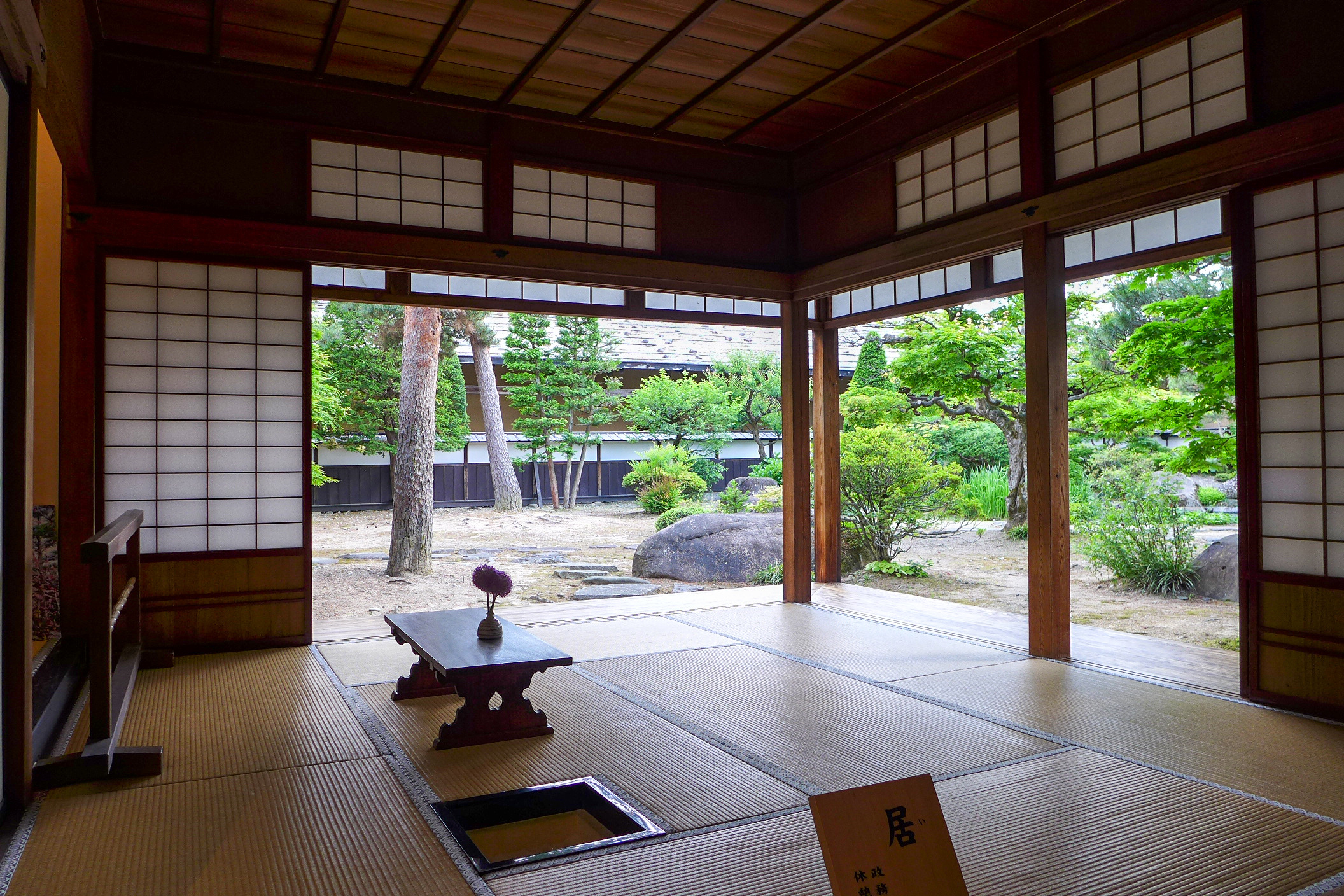
居（2017年6月）
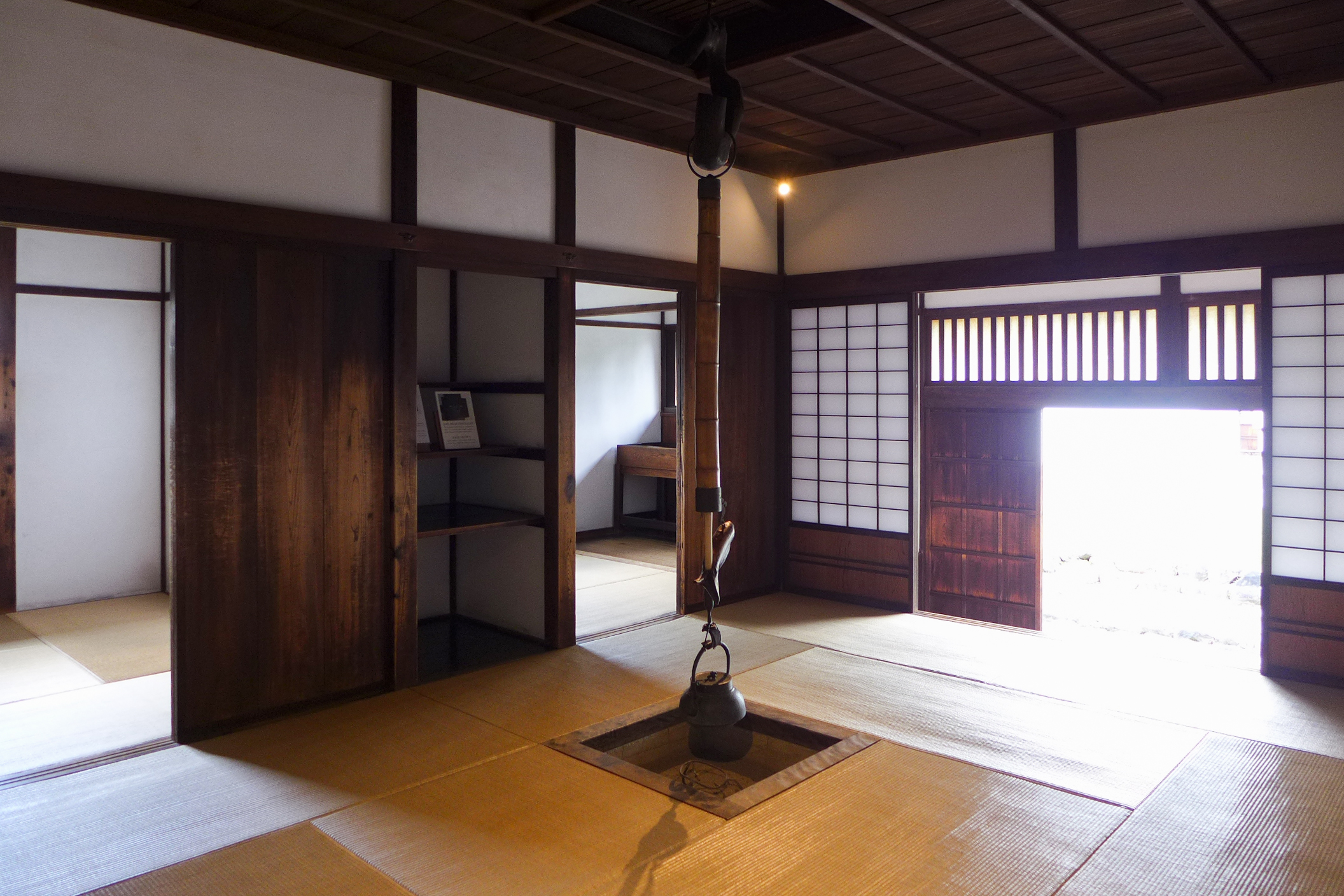
建物内の様子（2017年6月）
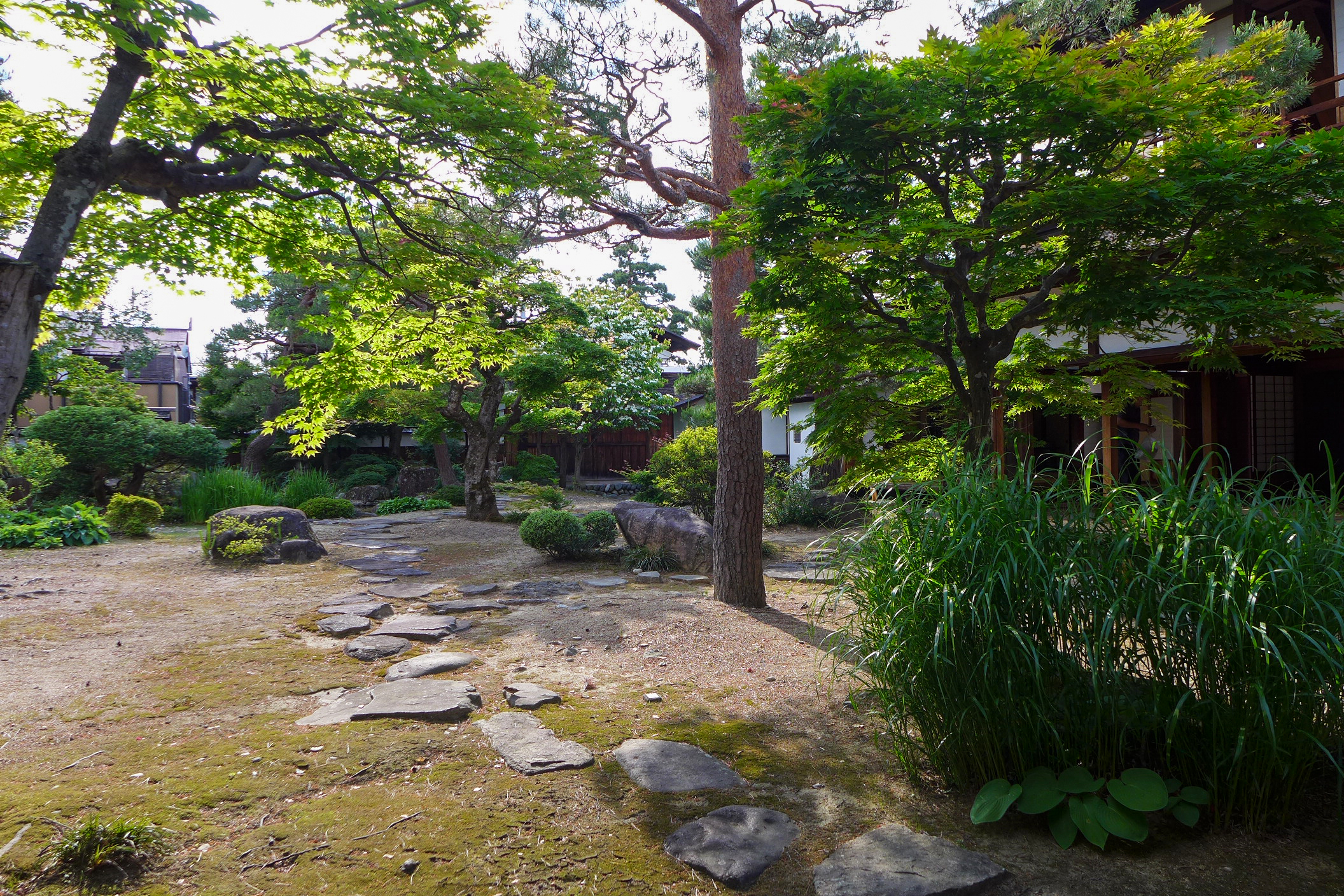
庭園の様子（2017年6月）
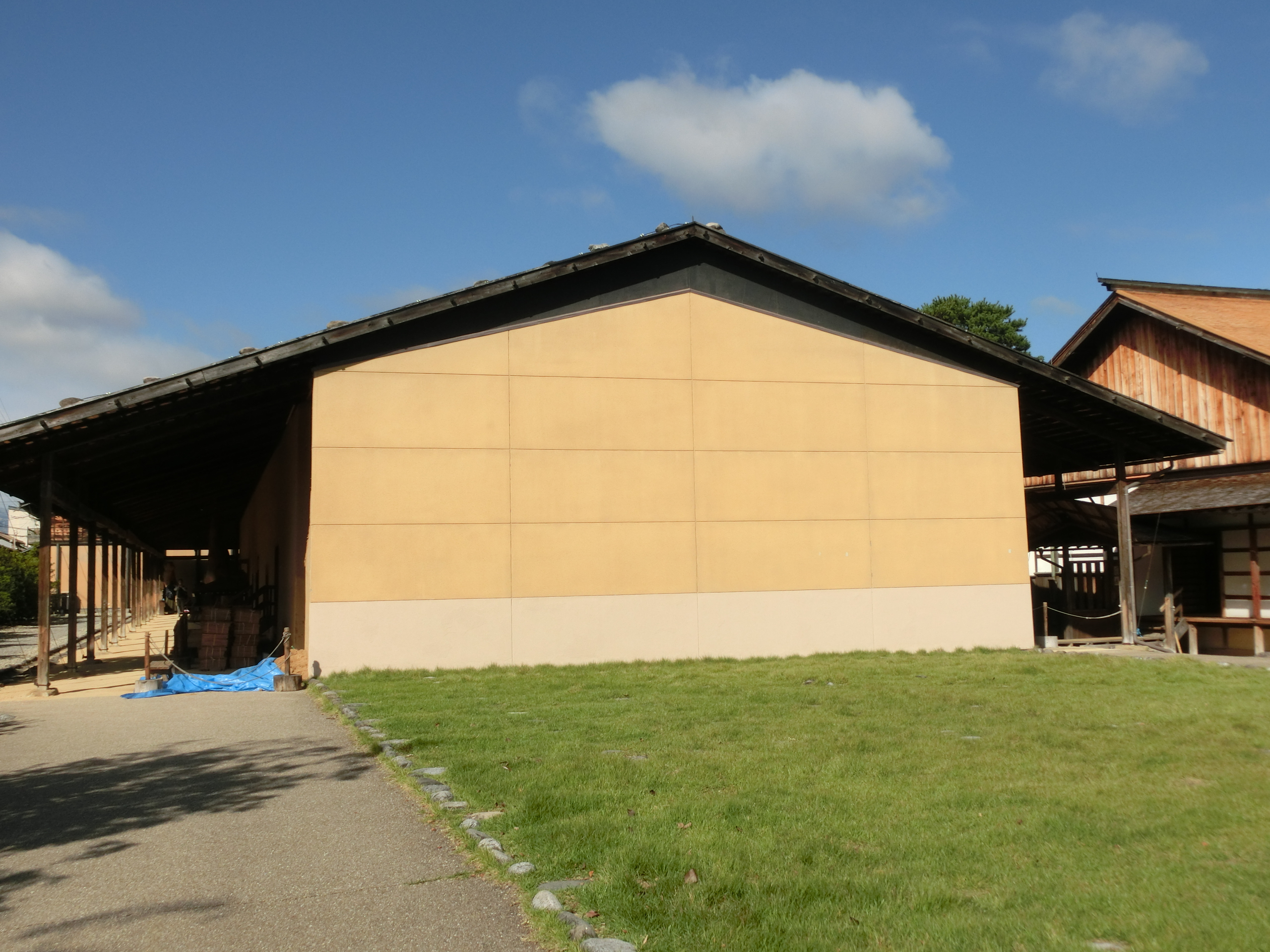
御蔵（2018年10月）

## 現地情報
開館時間
- 3月1日～10月31日：午前8:45～午後5:00（8月中は下記の時間）
  - 8月1日～8月31日：午前8:45～午後6:00
- 11月1日～2月28日：午前8:45～午後4:30
- 休館日：12月29日、12月31日、1月1日

料金
- 大人：440円、高校生以下：無料
- 30名以上の団体団体：390円

## その他
同じ町内にある一本杉白山神社は屋台を持たない神社であるため屋台行列に参加していない。そのかわり、春の高山祭開催中の高山陣屋では獅子舞および闘鶏楽などの祭行列を鑑賞できる。
普段は見学のみで立ち入ることのできない大広間などにおいて、岐阜県内の代表的な伝統芸能である地歌舞伎、郡上踊、文楽（人形浄瑠璃）、獅子舞などの公演や展示が無料または安価に催され、外国人旅行者をはじめとする多くの来場者を楽しませており、郷土の文化発信と文化財の有効活用が図られている。
- 令和元年（2019年）度「高山陣屋伝統芸能公演」 郡上踊…9月6日（金）、恵那文楽…9月7日（土）、国府町金蔵獅子…9月8日（日）